# Старый Утчан
Старый Утчан — деревня в Алнашском районе Удмуртии, административный центр Староутчанского сельского поселения. Находится в 9 км к западу от села Алнаши и в 93 км к юго-западу от Ижевска.
Население на 1 января 2008 года — 478 человек.

## История
По итогам десятой ревизии 1859 года в 63 дворах казённой деревни Утчан старый Елабужского уезда Вятской губернии проживали 192 жителя мужского пола и 206 женского, работали 2 мельницы. К 1897 году в деревне проживало 599 человек. На 1914 год жители деревни числились прихожанами Свято-Троицкой церкви села Алнаши.
В 1921 году, в связи с образованием Вотской автономной области, деревня передана в состав Можгинского уезда. В 1924 году при укрупнении сельсоветов она вошла в состав Кадиковского сельсовета Алнашской волости, а в 1925 году образован самостоятельный Староутчанский сельсовет в состав которого были включены 7 населённых пунктов. В 1929 году упраздняется уездно-волостное административное деление и сельсовет причислен к Алнашскому району.
В апреле 1930 года в деревне Старый Утчан образована сельхозартель (колхоз) «Шонер Сюрес». В июле 1950 года объединены колхозы нескольких соседних деревень, образован укрупнённый колхоз «имени Горького», с центральной усадьбой в деревне Старый Утчан. А в 1969 году колхоз «имени Горького» вошёл в состав объединённого колхоза «имени Жданова», который в 1989 году был переименован в колхоз «Нива».
16 ноября 2004 года Староутчанский сельсовет был преобразован в муниципальное образование «Староутчанское» и наделён статусом сельского поселения.

## Социальная инфраструктура
- Староутчанская средняя школа — 100 учеников в 2008 году.[11]
- Староутчанский детский сад